# Feísmo
|  | No s'ha de confondre amb Lletgisme. |

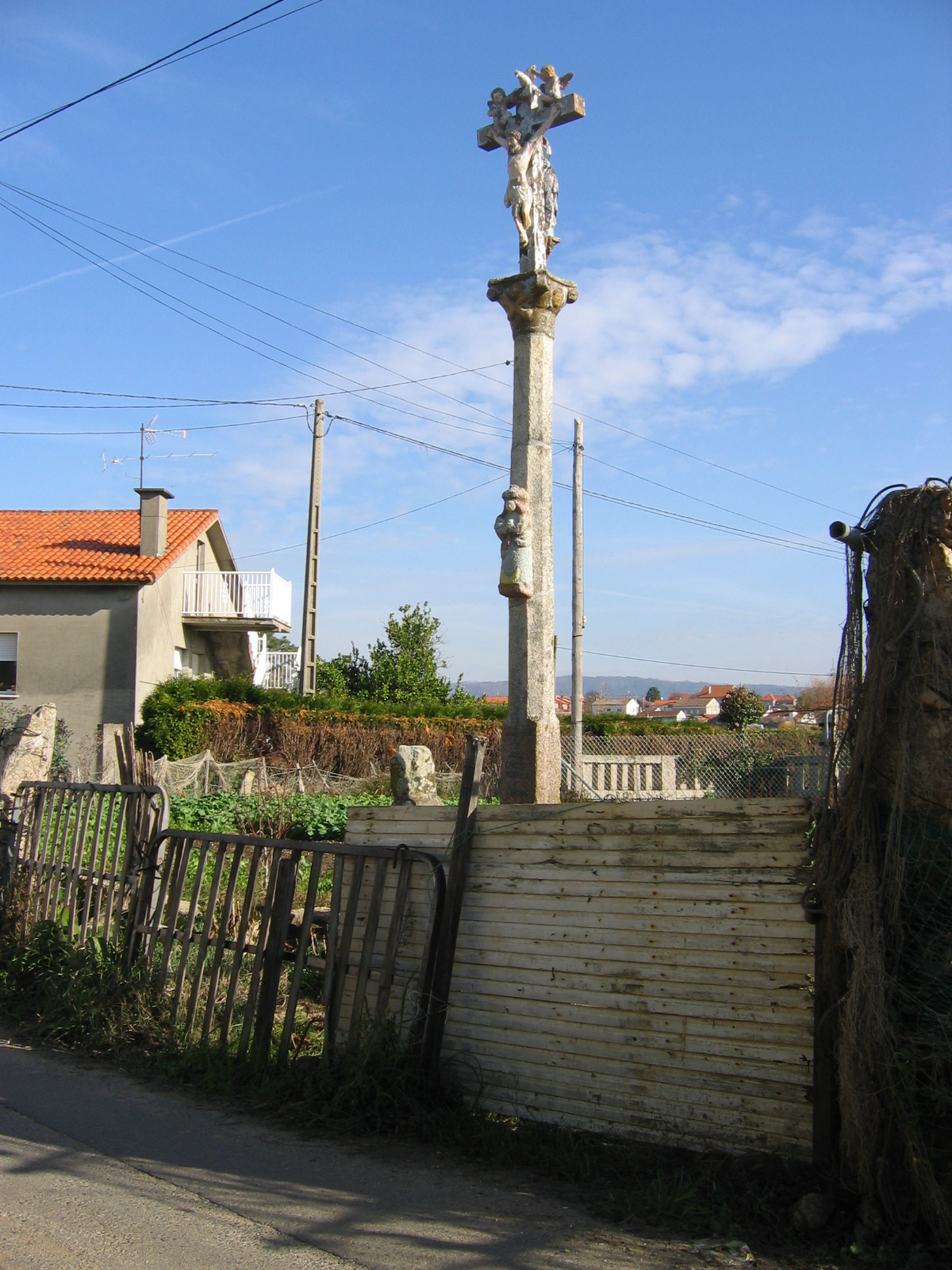
Feísmo a Sanxenxo

Feísmo (de lleig, “feo” en gallec) és un terme informal i ambigu que s'aplica a l'urbanisme i l'arquitectura de Galícia, emprat per caracteritzar cert estil constructiu del medi urbà i, especialment, del medi rural gallec. El feísmo (terme general, aplicable a totes les arts i a la literatura) no és tant una escola artística o una tendència estètica, sinó un concepte recent que descriu un conjunt més o menys uniforme d'usos i solucions arquitectòniques localitzades a Galícia des de la dècada de 1960. En l'any 2015 es van presentar lleis de regulació urbanística que foren presentades com a reguladores del feísmo.
En realitat amb el terme feísmo es fa referència a la percepció col·lectiva amb fonament i objectiva sobre matèria urbanística, mediambiental, paisatgística i social. La seua localització és genuïnament gallega, perquè els promotors de l'aplicació del terme en aquest context exposen que el fenomen acaba just a la frontera amb Astúries, Lleó i Portugal.

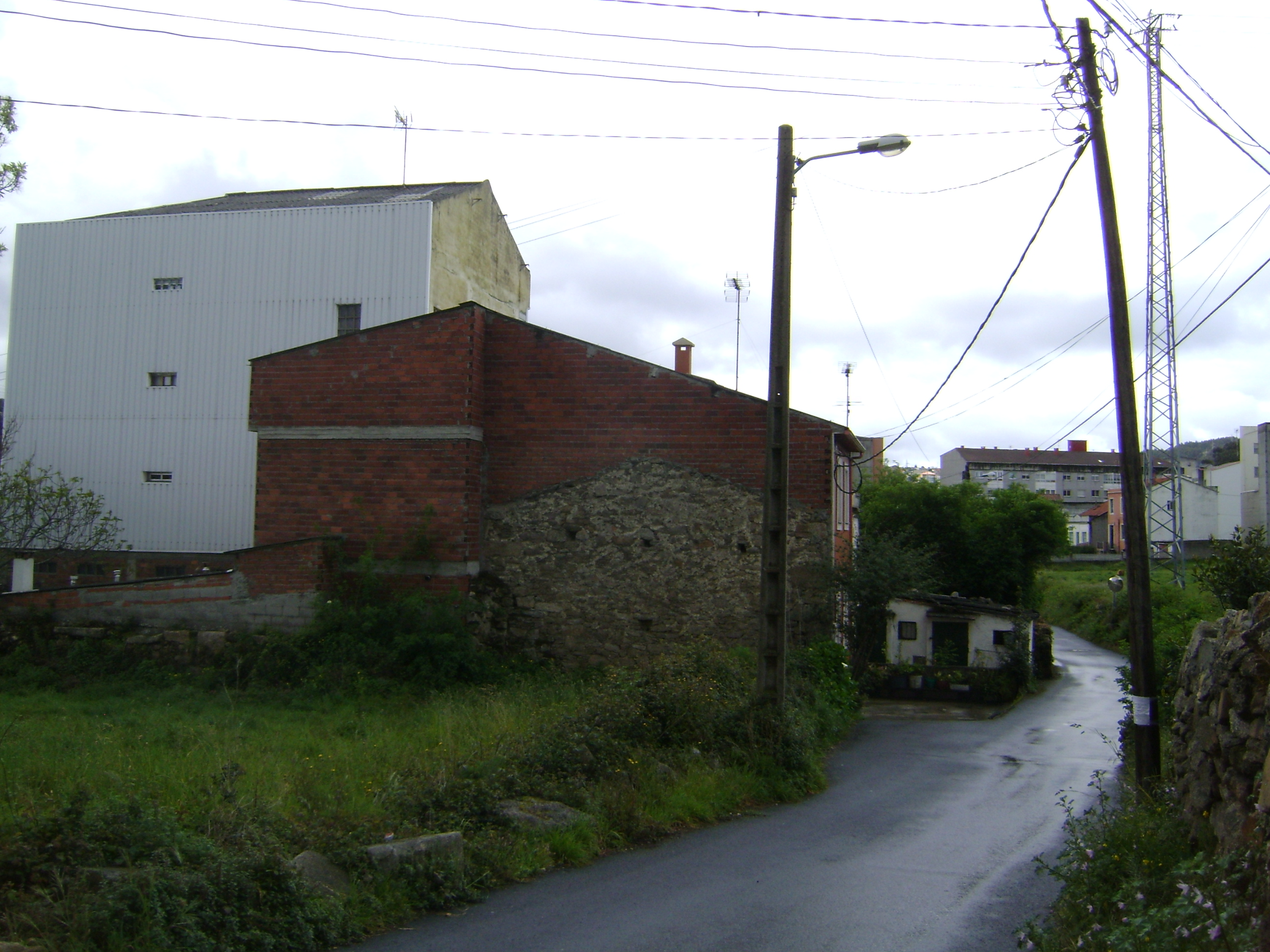
Feísmo en Meicende, Arteixo

S'ha definit el feísmo com el conjunt d'“infrahabitatges, construccions, infraestructures o obres humanes amb alt grau de mediocritat que degraden d'alguna manera el seu entorn”, si bé no existeix encara un acord generalitzat sobre com aplicar el vocable en aquest context, el seu ús s'ha estès entre grups d'experts en urbanisme i arquitectura.
La peculiaritat i extensió d'aquest corrent arquitectònic informal és tal que ja s'han realitzat congressos i fòrums d'experts per analitzar l'existència de la problemàtica del feísmo i les seues eventuals solucions (per exemple, el Fòrum del Feísmo celebrat a Ourense al novembre de 2004). D'una altra banda, la possibilitat de publicar fotografies en internet ha contribuït a estendre l'ús del concepte feísmo, i a facilitar la comprensió i denúncia d'aquest fenomen.

## Característiques

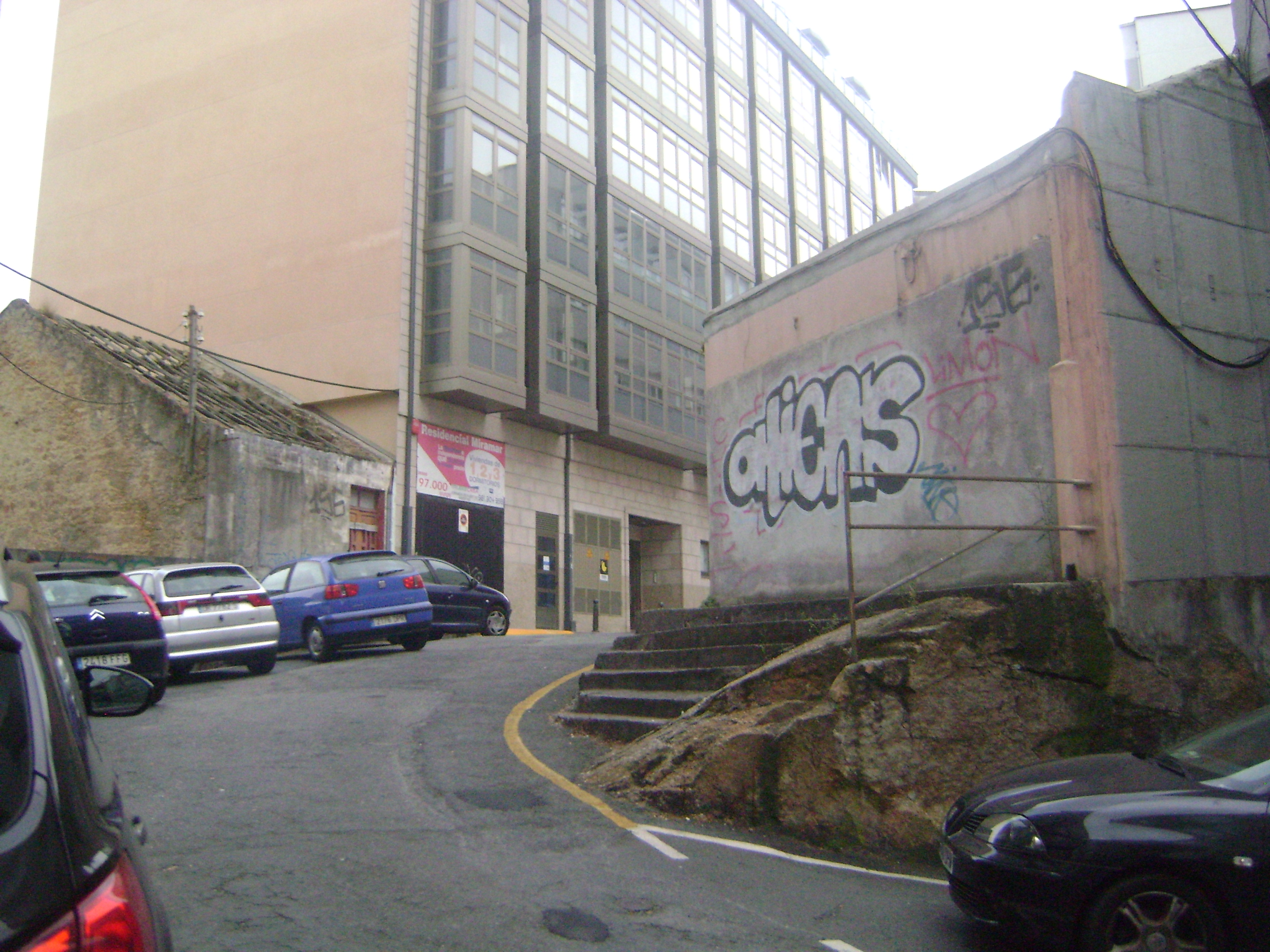
Feísmo al barri de Castrillón, a la Corunya.

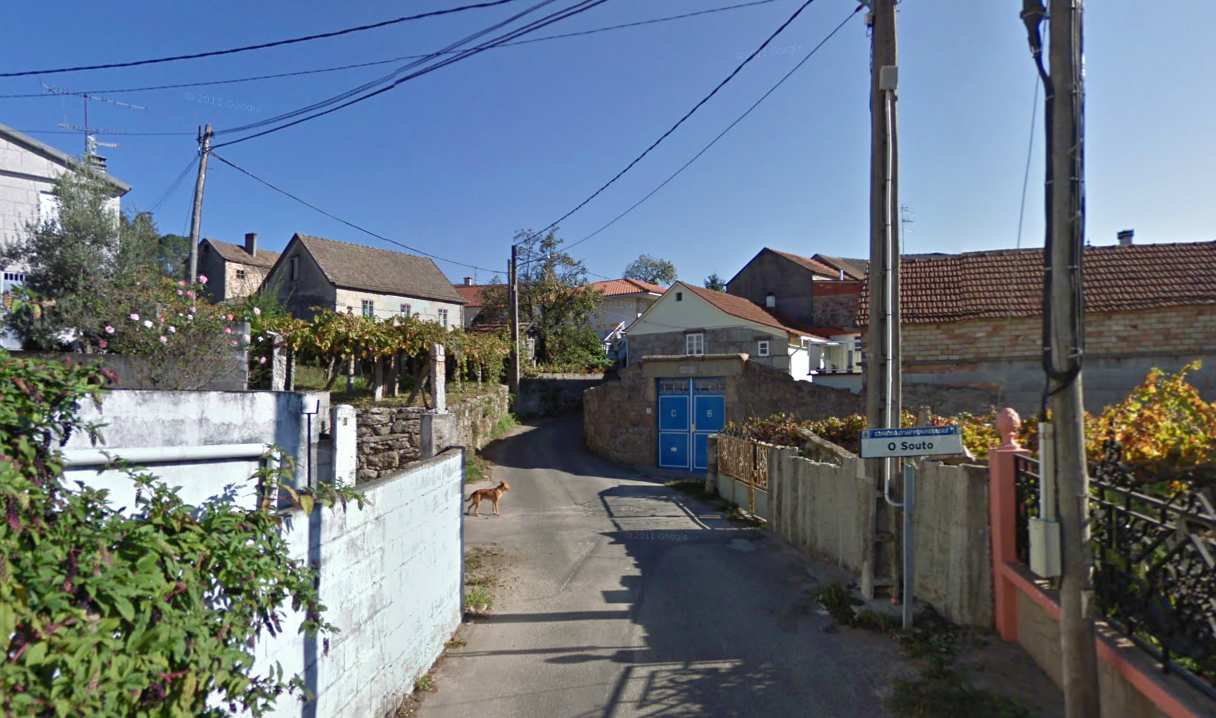
Feísmo a Ponteareas.

Certs elements arquitectònics presents en les manifestacions del feísmo permeten establir unes constants més o menys regulars, entre les quals destaquen les següents:
- Coexistència no harmoniosa d'ordres i estils arquitectònics, i mescla de materials constructius. És freqüent que al costat de cases tradicionals de pedra de diversos segles d'antiguitat s'alcen edificis moderns, o que es rematen façanes del XIX amb maó i fibrociment (que és una popular teulada de placa ondada de ciment). Una altra característica és la mescla de materials (per exemple, un primer pis de pedra, una segona altura en formigó i una tercera en maó coronat amb fibrociment) o el seu ús inadequat (un hórreo de maó, per exemple).
- Inexistència de rematades i acabats exteriors. Les edificacions manquen de revestiment, quedant el maó o el bloc de formigó a la vista. El periodista i financer Marcelino Fernández Mallo va identificar a l'abril de 2006, en el tram de la carretera Ribadeo-Baamonde, fins a 206 construccions de bloc de formigó i 152 de maó.[7] En una anàlisi de l'any 2005 realitzat en el tram Meira-Vilalba va calcular que el 50% de les construccions eren de maó sense recobrir.[8]
- Absència d'alineament en les edificacions. Els edificis, construïts en períodes diferents i sotmesos a legislacions canviants, no mantenen la línia de la vorera, descrivint el conjunt de les façanes un plànol sinuós o una línia feta fallida.
- Convivència de diferents altures en les edificacions. Atès que no hi ha homogeneïtat en els estils arquitectònics, tampoc hi ha una línia d'altura regular sinó que és possible trobar edificis de quinze plantes enmig del camp o adossats a una casa de planta baixa.
- Edificacions sense acabar, o la construcció de les quals es perllonga durant dècades. Donades les característiques socials, polítiques i legals dels municipis gallecs una construcció pot romandre en estructura durant anys, o fins i tot no ser acabada mai.
- Simultaneïtat d'usos. La construcció d'un magatzem adossat a una església romànica, o un galliner al costat d'un hipermercat, o la juxtaposició de sòl industrial amb terreny habitat, són característiques del paisatge feísta. És habitual la combinació d'usos de sòl urbà i sòl rural, o ús empresarial o habitacional.
- Ornamentacions desproporcionades o incongruents, o remats aberrants, que es col·loquen en les façanes i jardins a la recerca d'originalitat o distinció, en record dels anys d'emigració, o com a simple ostentació.

## Causes

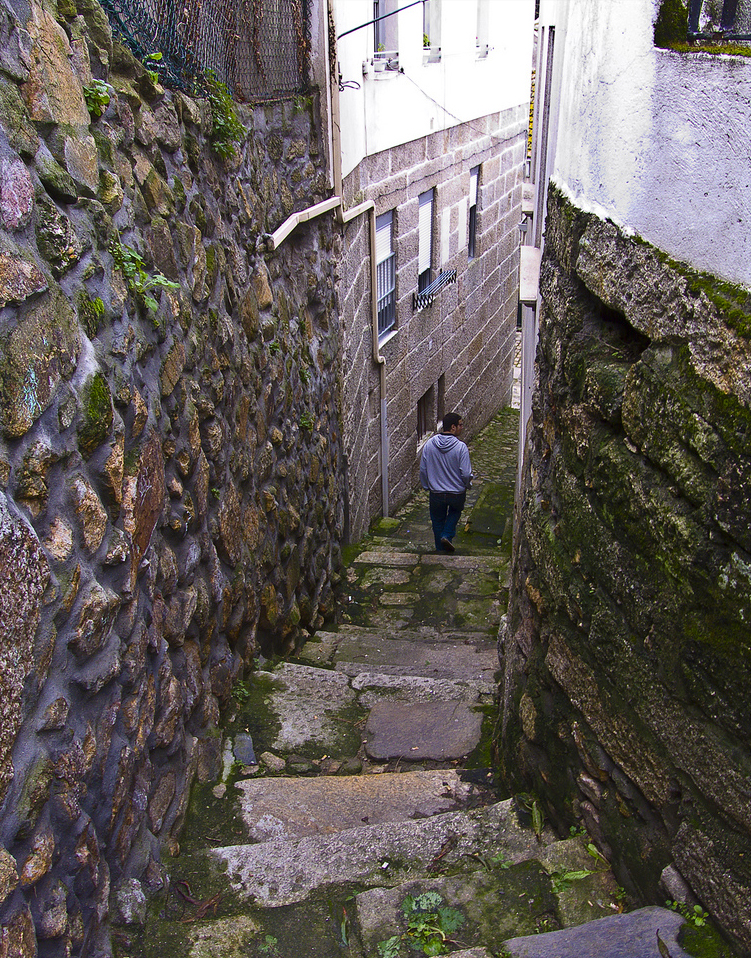
Feísmo a Vigo.

Les causes del feísmo, i en això consisteix la seua peculiaritat, no han de buscar-se en la pobresa, la necessitat, o la crisi econòmica, sinó més aviat al contrari. Alguns exemples de feísmo són construccions de gran cost econòmic. De fet, el feísmo va començar a estendre's amb l'enlairament industrial gallec dels anys seixanta. En realitat obeeix, segons els experts, a una confluència peculiar de factors, que se sintetitzen en els següents elements:
- Una legislació urbanística imprecisa i erràtica, que a més no es compleix, doncs, com assenyala l'arquitecte Carlos Quintáns Eiras “les alcaldies renuncien a imposar una disciplina que podria comprometre el futur electoral”.[9]

- Una forta especulació urbanística i del sòl, pròpia no ja de Galícia sinó de tot Espanya. Si bé la construcció a Espanya registra taxes exageradament altes (només l'any 2004 es van construir entorn de 500.000 habitatges, més que Alemanya, Itàlia i França juntes, mentre que l'any 2006 es van superar les 800.000), el ritme constructiu gallec és desmesurat, tenint en compte que la seva població disminueix d'any en any. Així i tot, l'arquitecte Carlos Quintáns Eiras estima que 750.000 habitatges en 1970 es va passar, a Galícia, a 1.130.000 l'any 2000, una xifra que contrasta amb el fet que aquest període va ser de recessió demogràfica.[9]